# Milán AC 1993/1994
Soupiska AC Milán v ročníku 1993/1994 uvádí přehled hráčů fotbalového mužstva pod tehdejším názvem Milán AC a statistické údaje o nich v sezóně 1993/1994.

## Soupiska a statistiky (ročník 1993/1994)
| Post           | Jméno                 | Narozen      | Stát            | Liga z/g | Pohár z/g | LM z/g | SP, IP, SI z/g | Celkem |
| -------------- | --------------------- | ------------ | --------------- | -------- | --------- | ------ | -------------- | ------ |
| Brankaři       |                       |              |                 |          |           |        |                |        |
| Brankář        | Sebastiano Rossi      | 20. 7. 1964  | Itálie          | 31/11    | 0/0       | 11/2   | 2+1+1/2+3+0    | 46/18  |
| Brankář        | Mario Ielpo           | 8. 6. 1963   | Itálie          | 3/4      | 4/3       | 1/0    | 0+0+0/0+0+0    | 8/7    |
| Obránci        |                       |              |                 |          |           |        |                |        |
| Obránce        | Alessandro Costacurta | 24. 4. 1966  | Itálie          | 30/0     | 2/0       | 11/0   | 2+1+1/0+0+0    | 47/0   |
| Obránce        | Paolo Maldini         | 26. 6. 1968  | Itálie          | 30/1     | 2/0       | 10/1   | 2+1+1/0+0+0    | 46/2   |
| Obránce        | Franco Baresi         | 8. 5. 1960   | Itálie          | 31/0     | 0/0       | 9/0    | 2+1+1/0+0+0    | 44/0   |
| Obránce        | Mauro Tassotti        | 19. 1. 1960  | Itálie          | 21/0     | 1/0       | 9/0    | 1+1+1/0+0+0    | 34/0   |
| Obránce        | Christian Panucci     | 12. 4. 1973  | Itálie          | 19/2     | 3/0       | 7/1    | 2+1+0/0+0+0    | 32/3   |
| Obránce        | Marcel Desailly       | 7. 9. 1968   | Francie · Ghana | 21/1     | 1/0       | 6/2    | 2+1+0/0+0+0    | 31/3   |
| Obránce        | Alessandro Orlando    | 1. 6. 1970   | Itálie          | 13/0     | 3/1       | 5/1    | 0+1+0/0+0+0    | 22/2   |
| Obránce        | Filippo Galli         | 19. 5. 1963  | Itálie          | 8/0      | 4/0       | 6/0    | 0+0+0/0+0+0    | 18/0   |
| Obránce        | Stefano Nava          | 19. 2. 1969  | Itálie          | 3/1      | 3/0       | 2/0    | 0+0+0/0+0+0    | 8/1    |
| Obránce        | Mirco Sadotti         | 18. 5. 1975  | Itálie          | 0/0      | 1/0       | 0/0    | 0+0+0/0+0+0    | 1/0    |
| Záložníci      |                       |              |                 |          |           |        |                |        |
| Záložník       | Roberto Donadoni      | 9. 9. 1963   | Itálie          | 32/0     | 3/0       | 8/0    | 2+1+1/0+0+0    | 47/0   |
| Záložník       | Demetrio Albertini    | 23. 8. 1971  | Itálie          | 26/3     | 0/0       | 11/1   | 2+1+1/0+0+0    | 41/4   |
| Záložník       | Zvonimir Boban        | 8. 10. 1968  | Chorvatsko      | 20/4     | 1/0       | 8/0    | 0+0+1/0+0+0    | 30/4   |
| Záložník       | Stefano Eranio        | 29. 12. 1966 | Itálie          | 21/1     | 2/1       | 3/0    | 1+0+1/0+0+0    | 28/0   |
| Záložník       | Angelo Carbone        | 23. 3. 1968  | Itálie          | 9/0      | 1/1       | 4/0    | 1+0+0/0+0+0    | 15/1   |
| Záložník       | Gianluigi Lentini     | 27. 3. 1969  | Itálie          | 7/0      | 1/0       | 1/0    | 1+0+0/0+0+0    | 10/0   |
| Záložník       | Fernando De Napoli    | 15. 3. 1964  | Itálie          | 5/0      | 3/0       | 2/0    | 0+0+0/0+0+0    | 10/0   |
| Záložník       | Francesco Cozza       | 19. 1. 1974  | Itálie          | 0/0      | 1/0       | 0/0    | 0+0+0/0+0+0    | 1/0    |
| Útočníci       |                       |              |                 |          |           |        |                |        |
| Útočník        | Daniele Massaro       | 23. 5. 1961  | Itálie          | 29/11    | 3/0       | 11/4   | 2+1+1/0+1+0    | 47/16  |
| Útočník        | Marco Simone          | 7. 1. 1969   | Itálie          | 25/3     | 1/0       | 7/2    | 0+0+1/0+0+1    | 34/6   |
| Útočník        | Dejan Savićević       | 15. 9. 1966  | Černá Hora      | 20/0     | 3/1       | 7/3    | 1+0+1/0+0+0    | 32/4   |
| Útočník        | Jean-Pierre Papin     | 5. 11. 1963  | Francie         | 18/5     | 2/0       | 6/4    | 2+1+0/1+1+0    | 29/11  |
| Útočník        | Brian Laudrup         | 22. 2. 1969  | Dánsko          | 9/1      | 2/0       | 6/1    | 1+0+0/0+0+0    | 18/2   |
| Útočník        | Florin Răducioiu      | 17. 3. 1970  | Rumunsko        | 7/2      | 3/1       | 2/1    | 0+1+1/0+0+0    | 14/4   |
| Útočník        | Daniele Guerzoni      | 19. 7. 1975  | Itálie          | 0/0      | 1/0       | 0/0    | 0+0+0/0+0+0    | 1/0    |
| Útočník        | Marco van Basten      | 31. 10. 1964 | Nizozemsko      | 0/0      | 0/0       | 0/0    | 0+0+0/0+0+0    | 0/0    |
| Realizační tým |                       |              |                 |          |           |        |                |        |
| Trenér         | Fabio Capello         | 18. 6. 1946  | Itálie          | 34/0     | 4/0       | 12/0   | 2+1+1/0        | 54/0   |
| As. trenéra    | Italo Galbiati        | 8. 8. 1937   | Itálie          | 34/0     | 4/0       | 12/0   | 2+1+1/0        | 54/0   |

- poznámka : brankaři mají góly obdržené!